# Lyudmila Rogozhina
Lyudmila Rogozhina (en russe : Людмила Николаевна Рогожина-Муравьёва, en français : Lioudmila Nikolaïevna Rogojina-Mouraviova) née le 27 mai 1959 à Dnipropetrovsk, en RSS d'Ukraine, est une joueuse soviétique de basket-ball. Elle évolue durant sa carrière au poste d'arrière.

## Palmarès
- Championne olympique 1980
- Championne du monde 1975
- Finaliste du championnat du monde 1986
- Championne d'Europe 1980
- Championne d'Europe 1981
- Championne d'Europe 1983